# Farmyard Symphony
Farmyard Symphony (bra Sinfonia da Fazenda) é um curta-metragem de animação da Disney, lançado em 14 de outubro de 1938, como parte da série Silly Symphonies.  Pode ser visto como um precursor para Fantasia por causa da utilização de várias peças clássicas em um curta: a trilha sonora inclui Beethoven, Rossini e Wagner. 

## Sinopse
Várias peças musicais clássicas define as atividades diárias de animais em um pátio da fazenda. O ponto alto é um galo fazendo serenata para uma galinha, com todos os animais vendo, e em seguida, houvem o som que alegra os bichos: O fazendeiro e sua esposa trazendo os alimentos.